# Crumple
Crumple은 대한민국의 음악 프로듀서 코드 쿤스트의 2번째 정규 음반으로, 2015년 4월 28일에 발매되었다. 한국대중음악상 최우수 힙합 음반 후보에 올랐고, 가온 앨범 차트 34위를 기록했다.

## 배경
코드 쿤스트는 BNT와의 인터뷰에서 음반 제목을 Crumple로 지은 이유를 밝혔다.
사람들이 음악이나 영화를 볼 때 정말 좋은 감상을 하면 보통 얼굴을 찡그리더라. 거기서 영감을 얻었다. 표정에서 우러나오는 감탄의 일종이다.

## 음악 및 가사
코드 쿤스트는 "전반적으로 탁한 질감을 강조한 리듬파트 위에 다양한 신스를 활용해 몽롱한 분위기를 조성"한다. "노이즈와 보컬 소스를 조합하는 특유의 작법이 유효"한 가운데, “Dig!”나 “What I Feel”의 후반부 등에서 비트의 변주가 도드라지는 게 눈에 띈다. 한편 "초청된 래퍼들은 마치 경쟁이라도 하듯, 타이트한 랩핑을 빌어 각자 준비한 이야기를 풀어놓는다."
"Golden Cow"는 과거와 현재의 씨잼과 코드 쿤스트를 담아낸 곡이다. "에디슨"은 "비트 중간에 마치 실험실에서 연구하는 듯한 이미지를 후크와 브릿지 변주로 나타"냈다. "Love Scene"은 "정말 찌질한 동양인이 어떤 아름다운 백인 여자를 너무 사랑하게 되는데 그 여자의 남자친구에게 많이 맞고, 상처를 받게 되면서 자살하기 전에 남긴 편지의 내용"이다. "힙합적인 드럼이 주는 질감이나 무드를 그대로 가져와서 브릿팝적인 스타일로 재해석"했다.

## 평가
<리드머>의 이진석은 음반에 5점 만점에 4점을 주었다. 그에 따르면, 음반은 "트랙 하나하나의 질감과 사운드에 신경을 쓴 흔적이 역력하며, 악기와 사운드 소스의 조화 역시 잘 갈무리되어 있다."
<음악취향Y>의 평론가들은 "주소"에 5점 만점에 4점을 주었다. 김정원은 "주소"가 "자신의 서사를 드러내는 것 그 자체 이상으로 ‘어떻게’ 그 서사를 드러낼지에 대한 화지의 고민이 묻어나고, 또 그 고민을 이끌어낸 코드쿤스트의 역량이 적절히 드러낸 결과물"이라고 평했다.

### 연말 목록
| 출판사   | 목록                              | 순위 | 각주  |
| -------- | --------------------------------- | ---- | ----- |
| <리드머> | 2015년 최고의 한국 힙합 음반 10장 | 5    | [ 6 ] |

## 수상 및 후보
| 시상식         | 연도 | 부문             | 결과 | 각주  |
| -------------- | ---- | ---------------- | ---- | ----- |
| 한국대중음악상 | 2016 | 최우수 힙합 음반 | 후보 | [ 7 ] |

## 곡 목록
| #            | 제목                                            | 재생 시간 |
| ------------ | ----------------------------------------------- | --------- |
| 1.           | 〈Rap Concert〉 (featuring 우탄)                | 3:12      |
| 2.           | 〈Golden Cow〉 (featuring 씨잼 & DJ SQ)         | 4:42      |
| 3.           | 〈Good Bye Novel〉                              | 2:21      |
| 4.           | 〈에디슨〉 (featuring 넉살)                     | 3:38      |
| 5.           | 〈Dig!〉 (featuring 자메즈)                     | 4:07      |
| 6.           | 〈Queen〉 (featuring 블랭)                      | 3:12      |
| 7.           | 〈나만의 룰〉 (featuring 기리보이 & 어글리덕)   | 4:28      |
| 8.           | 〈Directors〉 (featuring 던밀스, 지구인 & 행주) | 4:15      |
| 9.           | 〈그렇다고〉 (featuring 팔로알토)               | 3:13      |
| 10.          | 〈1218〉                                        | 2:40      |
| 11.          | 〈What I Feel〉 (featuring 도넛맨 & 오왼)       | 4:28      |
| 12.          | 〈눈먼 자들의 도시〉 (featuring 넉살)           | 3:42      |
| 13.          | 〈Love Scene〉 (featuring 카더가든)             | 3:41      |
| 14.          | 〈미도〉 (featuring 블랭, 뱃사공, 제이호)       | 4:19      |
| 15.          | 〈Dope〉                                        | 0:47      |
| 16.          | 〈Life is Crazy〉 (featuring 뉴챔프)            | 4:30      |
| 17.          | 〈주소〉 (featuring 화지)                       | 4:29      |
| 18.          | 〈Thank You & Fuck You〉                        | 1:17      |
| 19.          | 〈Overdose〉 (featuring 로세미)                 | 3:53      |
| 20.          | 〈병뚜껑〉                                      | 1:27      |
| 총 재생 시간 | 총 재생 시간                                    | 1:08:00   |

## 차트
| 차트 (2022)          | 최고 순위 |
| -------------------- | --------- |
| 대한민국 음반 (가온) | 34        |

## 판매량
| 지역     | 판매량 |
| -------- | ------ |
| 대한민국 | 864    |